# Chrysis obtusidens
Chrysis obtusidens is een vliesvleugelig insect uit de familie van de goudwespen (Chrysididae). De wetenschappelijke naam van de soort is voor het eerst geldig gepubliceerd in 1840 door Dufour & Perris.